# Garoto Enxaqueca
Garoto Enxaqueca (no original em inglês: Migraine Boy) é uma tirinha criada pelo cartunista Greg Fiering em 1992, que foi veiculada em várias publicações impressas e, posteriormente, transformada em vinheta pela MTV por aproximadamente um ano.
Geralmente em preto e branco e composta de seis quadrinhos, as histórias se passam num jardim típico de um subúrbio estadunidense e trazem um menino mal-humorado que sofre de enxaqueca crônica, e sua interação com a vizinhança que constantemente se aproxima tentando estabelecer com ele uma relação de amizade.
As histórias possuem um senso de humor muitas vezes absurdo, com reações exageradas do Garoto Enxaqueca reagindo violentamente à irritação causada pelo seu vizinho.

## História
As tirinhas foram publicadas pela primeira vez em 1992 na revista Hype, da cidade de Seattle, nos Estados Unidos. Ao longo dos anos, houve publicações em outras revistas e jornais como Spy, Flagpole, The Village Voice, Utne e The Baffler. As tirinhas chegaram a ser publicadas na Rolling Stone e na Entertainment Weekly.
Em 1994, a banda de rock estadunidense R.E.M. convidou Greg Fiering para ajudar na parte gráfica de seu álbum Monster, após o vocalista Michael Stipe ver o Garoto Enxaqueca na revista Flagpole, e a própria revista foi responsável por apresentar Fiering a Stipe. O Garoto Enxaqueca pode ser visto no livreto do álbum.
Um ano depois, em 1995, foi publicado nos Estados Unidos um livro de 64 páginas intitulado "Migraine Boy's Fairwather Friends", pela editora St. Martin's. O livro conta com um prefácio escrito por Michael Stipe.
Em 1996, o estúdio de animação GreenHead Media produziu uma série de doze episódios de 30 segundos para a MTV, animados por James Dean Conklin, que foram ao ar como vinhetas naquele ano. As vinhetas também foram veiculadas pela MTV Brasil (com Fábio Lucindo, dublador de Ash de Pokémon e Kuririn de Dragon Ball, no papel-título).
Em 1997, a tirinha foi indicada para o Webby Awards na categoria "Arte e Design".
Em 2000 foi publicado um outro livro, I Don't Love You!: The Best of Migraine Boy, pela editora Slave Labor Graphics.
Em 2001, Fiering e Conklin, de forma independente, produziram um curta-metragem intitulado Migraine Boy: The Bet, tecnicamente superior aos episódios que foram ao ar na MTV. O filme usou gráficos coloridos e efeitos 3D.